# Scopula confertaria
Scopula confertaria là một loài bướm đêm trong họ Geometridae.